# Оловяннинское городское поселение
Городско́е поселе́ние «Оловяннинское» — муниципальное образование в Оловяннинском районе Забайкальского края Российской Федерации.
Административный центр — пгт Оловянная.

## История
Статус и границы городского поселения установлены Законом Читинской области от 19 мая 2004 года «Об установлении границ, наименований вновь образованных муниципальных образований и наделении их статусом сельского, городского поселения в Читинской области»

## Население
| 2009  | 2010  | 2011  | 2012  | 2013  | 2014  | 2015  |
| ----- | ----- | ----- | ----- | ----- | ----- | ----- |
| 7619  | ↗8650 | ↘8623 | ↘8493 | ↘8332 | ↘8171 | ↘7967 |
| 2016  | 2017  | 2018  | 2019  | 2020  | 2021  |       |
| ↘7806 | ↘7677 | ↘7552 | ↘7474 | ↘7368 | ↗7773 |       |

## Состав городского поселения
| № | Населённый пункт | Тип населённого пункта      | Население |
| - | ---------------- | --------------------------- | --------- |
| 1 | Оловорудник      | село                        | ↘38       |
| 2 | Оловянная        | пгт, административный центр | ↗7646     |
| 3 | Тополёвка        | посёлок                     | ↘143      |